# Vlaamse Cultuurprijs voor Beeldende Kunst
De Vlaamse Cultuurprijs voor Beeldende Kunst is een van de Vlaamse Cultuurprijzen die door de Vlaamse overheid wordt toegekend. De prijs werd ingesteld in 2003. De organisatie en communicatie wordt verzorgd door CultuurNet Vlaanderen, een vzw die door de overheid wordt gesubsidieerd. Met de prijs is sinds 2004 een bedrag van 12.500 euro verbonden.

## Laureaten en genomineerden
- 2003: Anne-Mie Van Kerckhoven - andere genomineerden: Dirk Braeckman en Jan van Imschoot
- 2004: Ana Torfs - andere genomineerden: Herman Asselberghs en Rudi Laermans
- 2005: Dirk Braeckman - andere genomineerden: Berlinde De Bruyckere en Michaël Borremans
- 2006: Honoré d'O - andere genomineerden: Johan Grimonprez (en Francis Alÿs[1])
- 2007: David Claerbout - andere genomineerden: Anouk De Clercq en Berlinde De Bruyckere
- 2008: Joëlle Tuerlinckx - andere genomineerden: Johan Creten en Lili Dujourie
- 2009: Berlinde De Bruyckere - andere genomineerden: Edwin Carels en Johan Grimonprez
- 2010: Jos De Gruyter & Harald Thys
- 2011: Michaël Borremans
- 2012: T.O.P. Office
- 2014: Stichting Bernd Lohaus
- 2015: Lili Dujourie
- 2016: WIELS
- 2017: Philippe Van Snick
- 2018: Otobong Nkanga
- 2019: Walter Swennen
- 2020: Luk Lambrecht